# Cap ou pas cap ?
Cap ou pas cap ? (ou le jeu de gages; anglais : game of dares) est un jeu dans lequel les joueurs, chacun à son tour, mettent un autre joueur au défi de faire des choses qu'il ne ferait pas normalement.

## Règles du jeu
Le jeu se joue à deux joueurs ou plus.
Un joueur demande à un autre de faire quelque chose qu'on ne ferait pas normalement ou ne penserait même pas faire. La demande peut être sous la forme de « I dare you to ... » en français : « Je te défie de » ou « Can you ...? » en français : « Peux-tu ... ? » ou « [Es-tu] cap ou pas cap ...?» (« [Es-tu] сapable ou pas capable ? »).
Pour rester dans le jeu, il faut accomplir le défi proposé. Si un joueur refuse de relever le défi ou échoue à l'accomplir, il perd et est éliminé. Souvent, les perdants sont traités de noms comme « loser » ou « chicken » (en français : « lâche », « poltron »).

## Risques
Le jeu peut contenir des défis dangereux ou risqués.
Pourtant, selon la travailleuse sociale américaine Jennifer Moore-Mallinos, « très peu d'enfants refusent de relever le défi, quels que soient les risques potentiels. Tenter d'accomplir le defi est[, pour eux,] la seule option. » Elle ajoute que « bien que beaucoup de ces jeux commencent par des petits défis sans danger, ces derniers ont tendance à devenir plus sérieux avec le temps ». 

## Popularité et démographie
La popularité du jeu est due au fait que les gens ont besoin de reconnaissance. Il est généralement joué par les enfants.

## Dans la culture populaire
Le jeu apparaît dans le roman pour enfants Un Nouveau défi pour Jenny B. (en) (anglais : The Dare Game, 2000) de l'écrivaine anglaise Jacqueline Wilson et dans le film français Jeu d'enfants (2003).

## Jeux similaires
Une version s'appelle « follow the leader » en français : « suis le chef de file ». Un enfant est le leader, et les autres le suivent et répètent tout ce qu'il fait. Donc dans cette version, le joueur qui invente des actions, les fait lui-même d'abord.